# Vörösváry Ernő
Vörösváry Ernő (Tornóc, 1867. december 26. – Piliscsaba, 1938. november 19.) tábori főesperes.

## Élete
Vörösváry Ferenc kántor-tanító és Oroszlányi Alojzia fia. Pozsonyban végezte a gimnáziumot, Esztergomban hallgatta a teológiát. Felszentelték 1893. június 26-án. Ezután Magyardiószegen volt káplán, 1894-től Budapesten működött mint hitoktató, 1898-ban a II. kerületi állami tanítóképző hittanára lett. 1899-ben Vágkirályfán adminisztrátor, majd Budapesten volt hittanár. Ugyanebben az évben katonai lelkész volt Bécsben, 1904-től pedig a kismartoni katonai reáliskolában dolgozott mint hittanár. 1919 augusztusától 1924-ig tábori főesperesi rangban szolgált a tábori lelkészi központban Nagykanizsán és Szegeden, egészen nyugdíjazásáig. 1924-től mint nyugdíjas Klotildligeten lakott.
Cikkei megjelentek a Képes Családi Lapokban (1887) és az Alkotmányban (1901., 277., 278. sz. A bécsi miniatur-kiállítás).
Álneve és betűjegye: V. E.; Vigyázó Endre (Szegedi Új Nemzedék 1924).

## Művei
- A hazugság útja, vagy: hogyan járta meg Miska legény. Budapest, 1893. (Népiratkák 79).
- A szegény asszony, vagy: mit művel a polgári házasság. Budapest, 1894. (Népiratkák 87.)
- A katholikus hitoktatásügy multja és jelene. A hitoktatás patronátusi teher. Felolvasás. Budapest. 1898.
- A kalandorok. Ifjúsági vígjáték 3 színben. Budapest, 1910.
- Emlékezzünk vértanuinkról. Szemelliker Antal Szeged, 1923 Szegedi Katholikus Szülők Szövetsége